# Unione Sportiva Pianese
La Unione Sportiva Pianese es un club de fútbol de Italia, con sede en Piancastagnaio, en la región Toscana. Fue fundado en 1930, y compite en la Serie C, tercera categoría del fútbol italiano.

## Historia
Fue fundado en el año 1930 en la ciudad de Piancastagnaio de la región de Toscana pasando todo el siglo XX en las divisiones regionales aficionadas de Italia.
Fue hasta la temporada 2009/10 que el club abandona las divisiones regionales al obtener por primera vez el ascenso a la Serie D al ganar su región.
Luego de nueve temporadas consecutivas en la cuarta división nacional gana el grupo E y por primera vez en su historia abandona las divisiones aficionadas para jugar en la Serie C en la temporada 2019/20.

## Palmarés

### Torneos interregionales
- Serie D (2): 2018-19 (Grupo E), 2023-24 (Grupo E)

### Torneos regionales
- Eccellenza Toscana (1): 2009-10 (Grupo B)
- Promozione Toscana (1): 2005-06 (Grupo B)
- Prima Categoria Toscana (3): 1992-93, 1994-95, 1999-00
- Seconda Categoria Toscana (1): 1976-77
- Terza Categoria Siena (1): 1971-72